# Alexa Meade

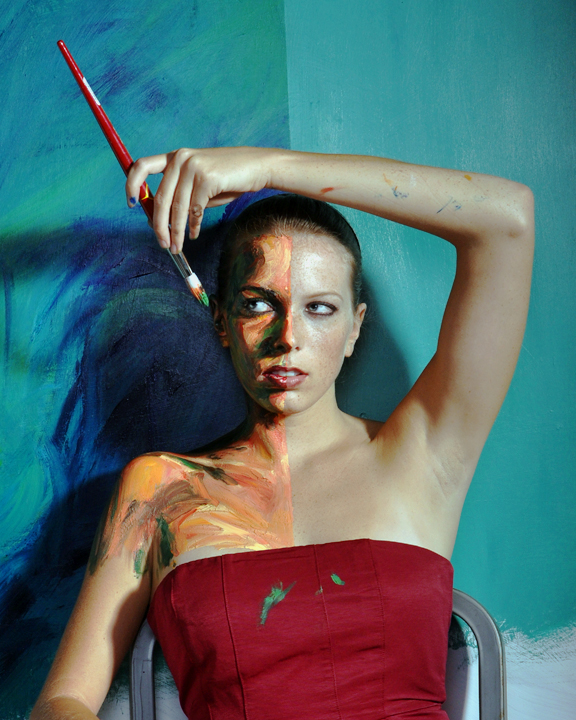
Alexa Meade, 2010

Alexa Meade (* 1986 in Washington, D.C.) ist eine, für ihre illusionistische Malerei bekannte, US-amerikanische Künstlerin.
Sie bedient sich dabei des Trompe-l’œil, die aus der zweidimensionalen Darstellung eine Dreidimensionalität erzeugt. Mit der Besonderheit, dass sie ihre überwiegend lebendigen Motive und folgerichtig plastischen Wirkungen in ihr Gegenteil umzukehren versucht. Ihr Ziel ist Dreidimensionales, wie ein übliches Bild, zweidimensional wirken zu lassen. Resultate sind sich bewegende, interaktive Gemälde, die das Auge bei der Verarbeitung der Raumwirkung irritieren.

## Leben und Karriere

### Kindheit, Jugend und Ausbildung
Alexa Meade wurde 1986 in Washington, D.C. geboren. 2009 erwarb sie auf dem Vassar College in Poughkeepsie, New York einen Bachelor in Politikwissenschaft. Meade besuchte nie eine Kunstschule, sie brachte sich das Malen autodidaktisch bei. In einem Interview erklärte sie, sie habe nicht über das Malen wie an ein solches auf einer Leinwand denken müssen, weil sie keine Praxis darin gehabt habe. Sie sah das Malen als etwas, das überall angewendet werden konnte. 2009 beschloss sie, ihre Tätigkeit zu professionalisieren.

### Technik

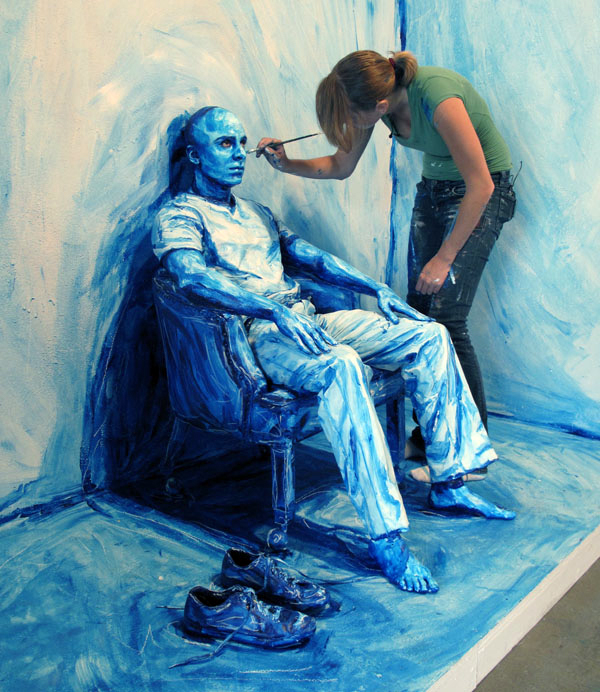
Alexa Meade bemalt ein lebendes Motiv

Meade nutzt Acrylfarbe für die Oberflächen der Menschen und der Objekte in ihrer Umgebung in einem Stil, der die Pinselführung auf einem traditionellen Gemälde imitiert. Die Dimensionalität mag aus mehreren Blickwinkeln erfasst werden, wirkt aber in Betrachtung wie eine Fläche, vergleichbar mit einem Blick durch das Objektiv einer Kamera, ohne visuelle Effekte. Kurator Christian Furr der Saatchi Gallery beschreibt ihre Arbeit als „einen Fortschritt des eigentlichen Trompe l’oeil.“
Ein Mitglied der Direktion des National Portrait Gallery konstatierte, er wäre beeindruckt. Er dachte, er wisse, was er sähe. Nun wisse er, dass er nicht wisse. Was übrig bleibt, sind Portraits in Dreifachausführung. „Ein Foto mit einer Person, die eine Weitere bemalt und die Person irgendwo darunter verdeckt.“
Meade porträtiert in Zusammenarbeit mit Künstlern, wie dem dreifachen Grammy-Award-Gewinner Gotye.

### Resonanzen

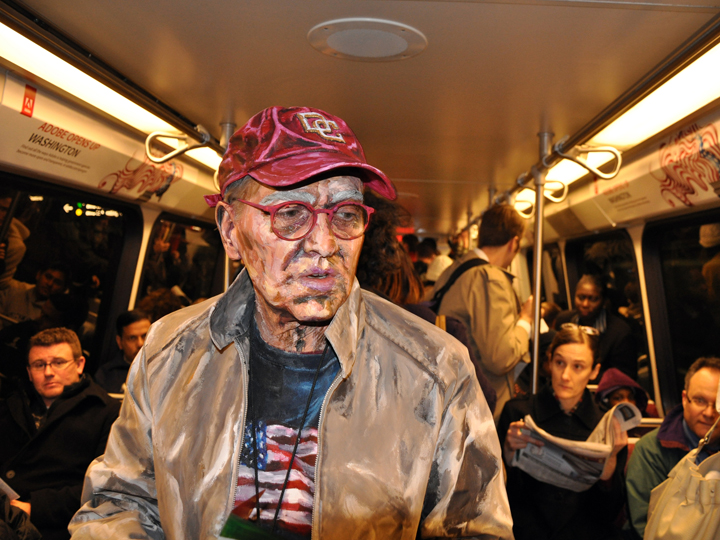
Performance in der Washington Metro

Magdalena Sawon, Besitzerin der Postmasters Gallery in New York, sagte, dass "Alexa Meades Arbeit ein anerkannter, interessanter Beitrag zum Portrait-Genre sei."
Dan Zak von der Washington Post beschreibt ihre Arbeit als "mutig, fokussiert und medienwirksam, [sie] hat ihre politische und künstlerische Seiten zusammengenäht und zu einem Wahlkampf einer Langzeit-Karriere in der Kunst geformt."

## Ausstellungen/Auftritte
Meade hat ihre Arbeit unter anderem in der Saatchi Gallery in London, im Smithsonian's National Portrait Gallery in Washington, in der Galerie Ivo Kamm in Zürich, in der Galerie für Fotografie der Gegenwart in München und in der Postmasters Gallery in New York ausgestellt.
Der europäische Director der TED-Konferenz, Bruno Giussani, lud Alexa Meade auf die TEDGlobal 2013 in Edinburgh, Schottland.